# Kapten Sabeltand – kungen på havet
Kapten Sabeltand – kungen på havet är en norsk TV-serie om Kapten Sabeltand. Den producerades av Frederick Howard och Gudny Hummelvoll för SF Norge. Den sändes på barnkanalen NRK Super från 2011 till 2012. I serien ser vi Kyrre Haugen Sydness i rollen som Kapten Sabeltand, Håvard Bakke som Langemann och Nikolai Naglestad som Pinky.

## Handling
Serien handlar om Pinky som ung pojke, och hans drömmar om att bli pirat.

## Rollista
- Kyrre Haugen Sydness – Kapten Sabeltand
- Håvard Bakke – Langemann
- Nicolai Naglestad – Pinky
- Robert Skjærstad – Skalken
- Anders Kippersund – Pysa
- Jonas Kippersund – Pelle
- Andreas Randøy – Simon
- Tor Sigbjørnsen – Benjamin
- Markus Tønseth – Valdemar
- Toni Usman – Gusto
- Brit Elisabeth Haagensli – Malena Pirat
- Kohinoor Nordberg – Sokrates
- Ingjerd Egeberg – Rosa
- Lavleen Kaur – Bella
- Thea Stabell – Lillebøll

## Produktion
Terje Formoe har skrivit historien, och SF Norge filmade och producerade serien som huvudsakligen spelades in i Kristiansands djurpark. De digitale specialeffekterna gjordes av Storm Studio.[källa behövs]

## Utgivning
Produktionen utgavs mellan perioden 2012–2013 i fem separata delar på DVD och Bluray.
Musiken från serien lanserades på CD hösten 2011.